# ケールシュタインハウス
ケールシュタインハウス（Kehlsteinhaus）は、1939年にマルティン・ボルマンがヒトラーへの誕生日プレゼントとして海抜1881mのケールシュタイン(de:Kehlstein)の山頂近くに建てさせたティーハウスである。占領したアメリカ軍がイーグルズ・ネスト（Eagle's Nest）と名付け、アメリカで有名な観光スポットとして知られる。
総統大本営の一つとして有名なベルクホーフ（Berghof）とは別の建物である。

## 概要
バイエルン州の町ベルヒテスガーデンの近くに建設された。
建設自体は1938年から進められ、13ヶ月後の1939年に完成。海抜1837mにあり、山頂までエレベーターと車で行き来ができるようになっていた。建設費用は約3,000万ライヒスマルクとされ、動員した労働者の数は2000人以上、建設にあたって事故で亡くなった労働者は7人だった。エレベーターの内装にいたっては真鍮や鏡などで装飾され、豪華に作られていた。ティーハウス内部の家具は当時有名なインテリアデザイナーであったポール・ラズロ（en:Paul László）がデザインした。また、景観も山頂に作られた為、テラスから麓のベルヒテスガーデンの町並みやケーニヒス湖、アルプスの山々などが見えた。
ヒトラーがイタリアのムッソリーニとの会見に利用しているほかにも、ナチス・ドイツの要人が多く訪れている。ただし、ヒトラー自身は10回ほどしかこのティーハウスを利用することはなかった。理由として、一説にはヒトラー自身が高所恐怖症であったこと、山荘内部の装飾を気に入らなかったことなどが挙げられる。
しかし、1944年6月にヒトラーの愛人エーファ・ブラウンの妹グレートルがここでSS（親衛隊）将校ヘルマン・フェーゲラインと結婚式を挙げた時には、マルティン・ボルマンともども出席した。
第二次世界大戦末期の1945年4月25日、ケールシュタインハウスもイギリス空軍の爆撃目標になったが、爆撃目標としては余りに小さかったため断念、代わりにヒトラーの山荘であるベルクホーフにトールボーイ爆弾が投下されたという。
ケールシュタインハウスは、1945年5月にアメリカ軍第101空挺師団によって占領された。その後、ケールシュタインハウスは1960年まで連合軍の施設として使用された後にバイエルン州に返還された。

## ケールシュタインハウスの現在
ケールシュタインハウスは現在、美しい景観と占領の経緯からアメリカ人観光客が多く、内部はレストランに改装され、ムッソリーニが寄贈した暖炉や連合軍兵士の落書きなどが残っている。
交通には徒歩で山を登る（約2時間）ほかに、ベルヒテスガーデン駅から観光バスで向かうことが出来る。ただし、山頂までの専用道路は崖などが多いことから、事故防止の目的で一般車の立ち入りを禁止している。